# Symplocarpus renifolius
Symplocarpus renifolius är en kallaväxtart som beskrevs av Heinrich Wilhelm Schott och Nikolai Nikolaievich Tzvelev. Symplocarpus renifolius ingår i släktet Symplocarpus och familjen kallaväxter. Inga underarter finns listade.